# Fegimanra africana
Fegimanra africana är en sumakväxtart som först beskrevs av Daniel Oliver, och fick sitt nu gällande namn av Jean Baptiste Louis Pierre. Fegimanra africana ingår i släktet Fegimanra och familjen sumakväxter. Inga underarter finns listade i Catalogue of Life.